# Anacanthobatis ori
Anacanthobatis ori är en rockeart som först beskrevs av Wallace 1967.  Anacanthobatis ori ingår i släktet Anacanthobatis och familjen Anacanthobatidae. IUCN kategoriserar arten globalt som otillräckligt studerad. Inga underarter finns listade i Catalogue of Life.